# آب‌سنگ حلقوی آیلینگیانه
آب‌سنگ حلقوی آیلینگیانه (به لاتین: Ailinginae Atoll) یک آب‌سنگ حلقوی در جزایر مارشال است که در زنجیره رالیک واقع شده‌است. آب‌سنگ حلقوی آیلینگیانه ۲٫۸ کیلومتر مربع مساحت و خالی از سکنه است و ۳ متر بالاتر از سطح دریا واقع شده‌است.